# District de Koyu
Le district de Koyu (児湯郡, Koyu-gun) est un district de la préfecture de Miyazaki, au Japon.

## Géographie

### Démographie
Le 1er avril 2008, le district de Koyu comptait 76 098 habitants répartis sur une superficie de 715,8 km2 (densité de population de 106 hab./km2). 
Le district de Koyu comprend les cinq bourgs de Kawaminami, Kijō, Shintomi, Takanabe et Tsuno, et le village de Nishimera.